# Wiley Wiggins

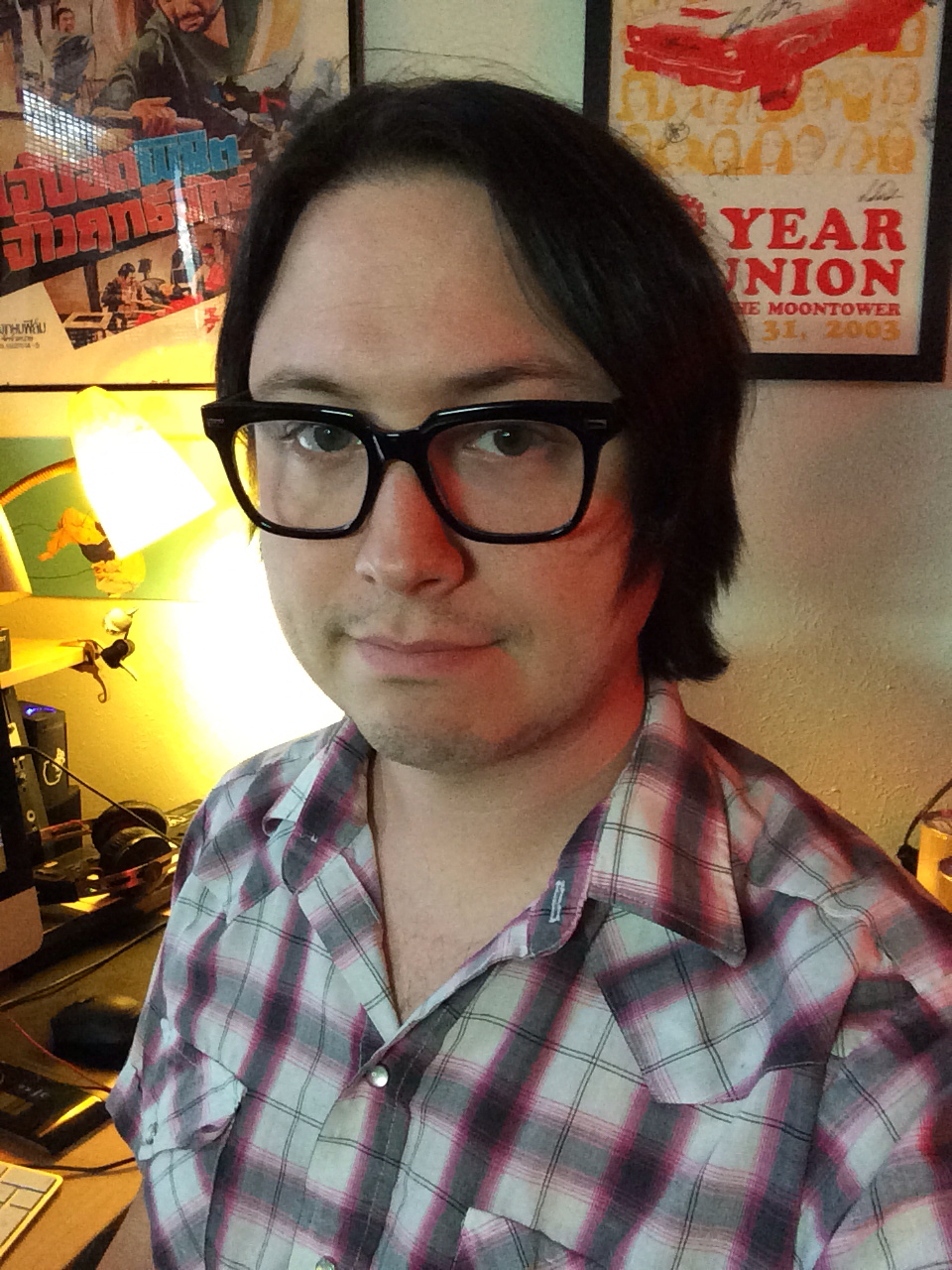
Wiley Wiggins (2013)

Wiley Wiggins (* 6. November 1976 in Austin, Texas als Wiley Ramsey Wiggins) ist ein US-amerikanischer Schauspieler und Autor.
Bekannt wurde Wiggins im Alter von 16 Jahren durch seine größere Rolle als Highschool-Freshman Mitch Kramer in dem Film Confusion – Sommer der Ausgeflippten unter Regie von Richard Linklater. Im Gegensatz zu einigen seiner Schauspielkollegen aus dem Film hatte Wiggins anschließend keine größere Schauspielkarriere mehr, herauszuheben ist aber seine Hauptrolle in Linklaters Waking Life, bei dem er auch für Teile der Animation im Film verantwortlich war. Neben der Schauspielerei gilt Wiggins heute als Experte für Netzkultur und schrieb für verschiedene Internet-Fachmagazine. Er betreibt seinen eigenen Weblog und veröffentlicht Science-Fiction-Geschichten.

## Filmografie
- 1993: Confusion – Sommer der Ausgeflippten (Dazed and Confused)
- 1994: Love and a .45
- 1996: Run Off (Boys)
- 1997: Plastic Utopia
- 1998: The Faculty
- 2001: Waking Life (Hauptdarsteller und Animation)
- 2001: Frontier (auch Co-Produktion)
- 2007: The Outlaw Son (Schnitt)
- 2008: Goliath
- 2008: Sorry, Thanks
- 2013: Computer Chess